# Phymaturus vociferator
Phymaturus vociferator, el matuasto chillón o matuasto del Laja, es una especie de lagarto de la familia Liolaemidae. 
Posee un collar de escamas superdesarrolladas en el área de la garganta (un rasgo conocido exclusivamente para la forma del norte de Argentina (Phymaturus antofagastensis), además de la propiedad de emitir diferentes gritos de alerta bajo diversas situaciones de estrés, lo que dio origen a su nombre.